# Asilus caeruleiventris
Asilus caeruleiventris är en tvåvingeart som beskrevs av Macquart 1846. Asilus caeruleiventris ingår i släktet Asilus och familjen rovflugor. Inga underarter finns listade i Catalogue of Life.